# Alfonso Celis Jr.
Alfonso Celis Jr., né le 18 septembre 1996 à Mexico, est un pilote automobile mexicain.

## Biographie

### Débuts en compétition (2011-2012)
Alfonso Celis Jr. commence sa carrière en sport automobile au Mexique en 2011, dans le Campeonato Turismos de Velocidad 1800cc. À l'âge de 15 ans, il est sacré champion après sept courses. Il participe aussi à quelques courses du LATAM Challenge Series et termine 16e du classement.
En 2012, il quitte son pays natal pour rejoindre l'Europe et participe à trois courses de Formule BMW sur la Motorsport Arena Oschersleben. Il se classe 6e de ce mini-championnat avec un podium.

### Passage complet à la monoplace (2013)
En 2013, Alfonso Celis Jr. connaît sa première année complète en monoplace. Il s'engage dans le championnat de Formula Renault 2.0 NEC avec Fortec Motorsports et marque régulièrement des points. Son meilleur résultat est obtenu lors de la dernière course de la saison sur le circuit de Zandvoort, avec une 3e place. Il se classe 14e du championnat. Il prend également part à trois courses du championnat de Formule 3 britannique et inscrit quinze points.

### Le GP3 Series (2014-2015)
Alfonso Celis Jr. rejoint le GP3 Series en 2014, avec Status Grand Prix. Il ne rentre dans les points qu'à une seule reprise, à Sotchi, avec une 7e place. Toujours avec Fortec, il prend part à la manche du Red Bull Ring en Formule 3, sans inscrire de points. Puis, avec Tech 1 Racing, il participe aux deux courses de Formule Renault 3.5 sur le Nürburgring.
En 2015, il change d'écurie et signe chez ART Grand Prix. Cette deuxième saison sera meilleure que la première puisqu'il parvient à rentrer dans les points à plusieurs reprises. Son meilleur résultat est une 3e place obtenue à Spa-Francorchamps. Il termine 12e du championnat avec 24 points, tandis que son équipier Esteban Ocon est sacré champion.

### Formule Renault 3.5 et premiers pas en Formule 1 (2015-2017)

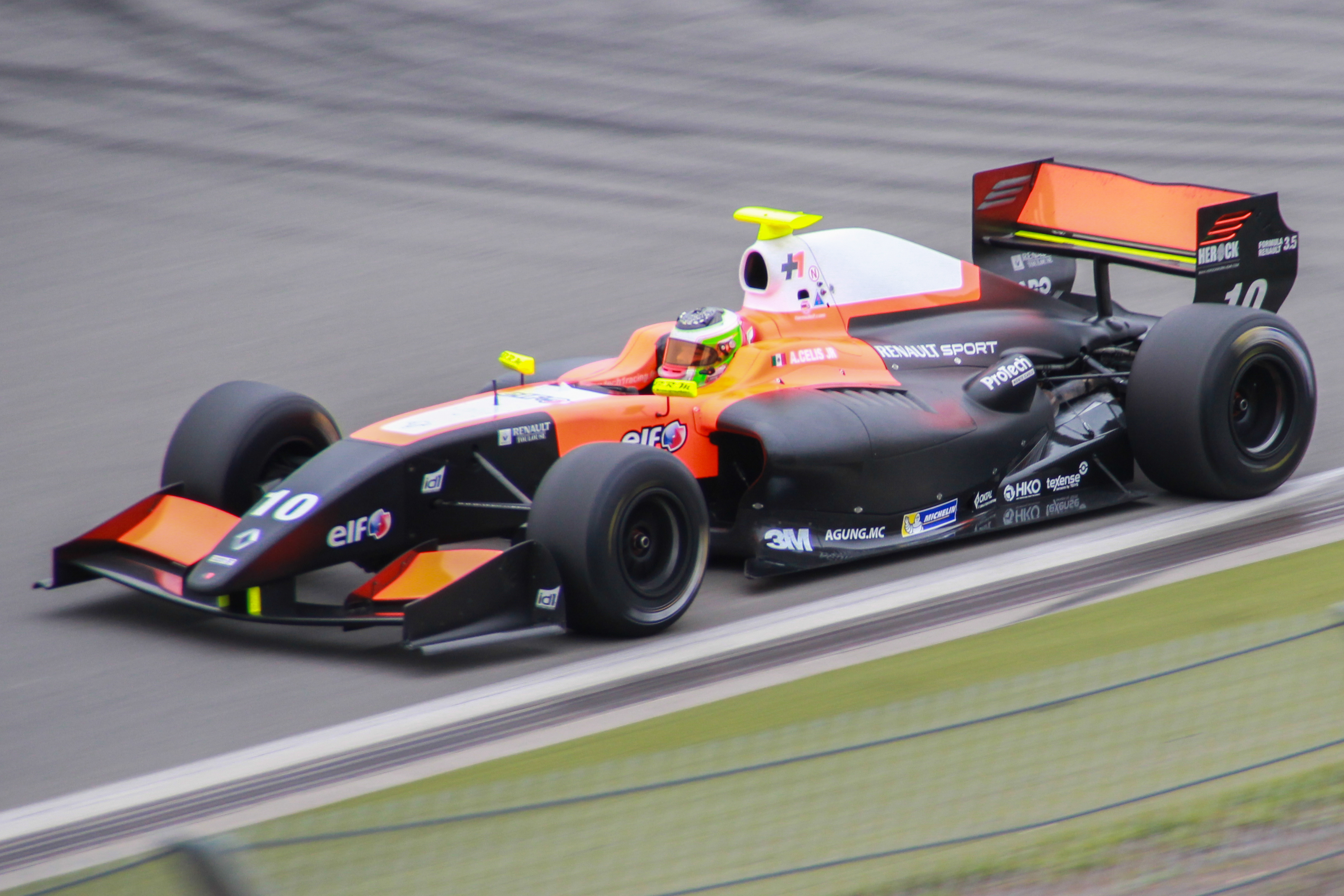
Alfonso Celis Jr. en 2014 sur le Nürburgring.

Après sa pige en 2014, Alfonso Celis Jr. participe à temps plein à la saison 2015 de Formule Renault 3.5 Series avec AV Formula, en même temps que son programme en GP3 Series. Il ne rentre que trois fois dans les points et son meilleur résultat est une 4e place, obtenue au Nürburgring. Il termine 16e du classement. En fin d'année, il est nommé pilote de développement de l'écurie de Formule 1 Force India. 

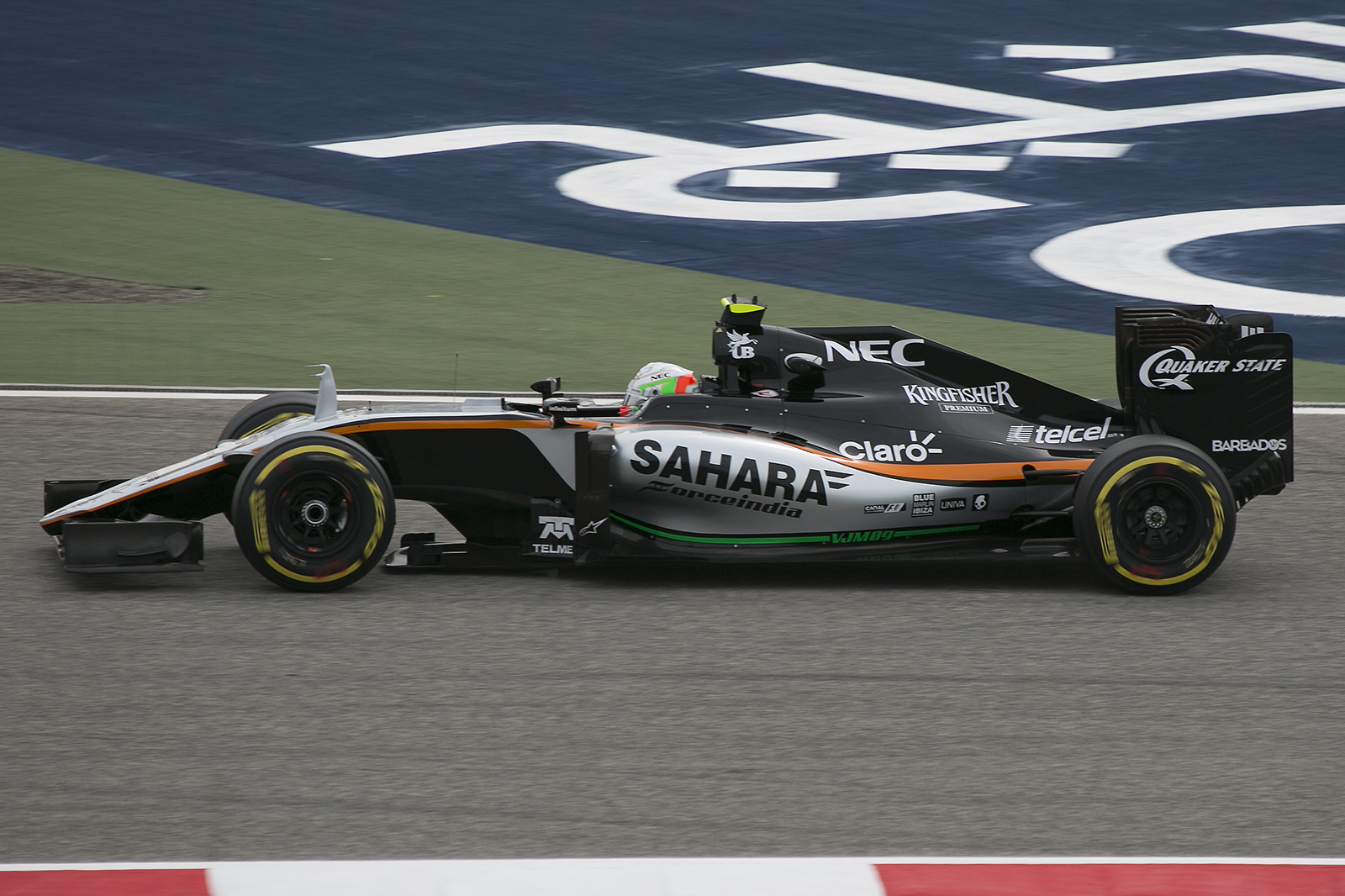
Alfonso Celis Jr. lors des essais libres 1 du Grand Prix de Bahreïn 2016.

La Formule Renault 3.5 Series est renommée en Formule V8 3.5 et il continue dans cette discipline avec AVF en 2016. Il rentre régulièrement dans les points et obtient son unique podium de l'année à Spa-Francorchamps, une nouvelle fois. Le top 10 final lui échappe de nouveau puisqu'il se classe 11e, tandis que son équipier Tom Dillmann est sacré champion, avec quatre fois plus de points. Au cours de l'année, il participe à six séances d'essais libres dans la Force India VJM09, ainsi qu'à quelques journées d'essais privés, ce qui lui permet d'accumuler du roulage.
En 2017, il retrouve Fortec Motorsports et monte sur le podium dès la première course de la saison à Silverstone. À Spa-Francorchamps, il obtient sa première victoire et mène le championnat après quatre courses. Il monte au total sept fois sur le podium et termine 3e du championnat. Il participe en parallèle à quelques séances d'essais libres avec Force India, notamment au Mexique devant son public, où il se fait remarquer en tapant le mur.

### Retour sur le continent américain (depuis 2018)
En 2018, Alfonso Celis Jr. s'engage en Indy Lights et prend part à deux courses avec Juncos Racing. Il fait également deux apparitions en IndyCar Series avec la même écurie, d'abord sur le circuit de Road America puis à Portland.

## Carrière

### Résultats en monoplace
| Saison | Championnat                | Écurie            | Courses         | Victoires       | Pole positions  | Meilleurs tours | Podiums         | Points          | Classement      |
| ------ | -------------------------- | ----------------- | --------------- | --------------- | --------------- | --------------- | --------------- | --------------- | --------------- |
| 2011   | LATAM Challenge Series     | Megaracing        | 5               | 0               | 0               | 0               | 0               | 6               | 16e             |
| 2012   | Formule BMW                |                   | 3               | 0               | 0               | 0               | 1               | 24              | 6e              |
| 2013   | Formula Renault 2.0 NEC    | Fortec Motorsport | 17              | 0               | 0               | 0               | 1               | 109             | 14e             |
| 2014   | GP3 Series                 | Status Grand Prix | 18              | 0               | 0               | 0               | 0               | 2               | 21e             |
| 2015   | GP3 Series                 | ART Grand Prix    | 16              | 0               | 0               | 0               | 1               | 24              | 12e             |
| 2015   | Formula Renault 3.5 Series | AV Formula        | 17              | 0               | 0               | 2               | 0               | 17              | 16e             |
| 2016   | Formule V8 3.5             | AV Formula        | 18              | 0               | 0               | 0               | 1               | 55              | 11e             |
| 2016   | Formule 1                  | Force India       | Pilote d'essais | Pilote d'essais | Pilote d'essais | Pilote d'essais | Pilote d'essais | Pilote d'essais | Pilote d'essais |
| 2017   | Formule V8 3.5             | Fortec Motorsport | 18              | 1               | 1               | 2               | 7               | 204             | 3e              |
| 2017   | Formule 1                  | Force India       | Pilote d'essais | Pilote d'essais | Pilote d'essais | Pilote d'essais | Pilote d'essais | Pilote d'essais | Pilote d'essais |
| 2018   | Indy Lights                | Juncos Racing     | 2               | 0               | 0               | 0               | 0               | 27              | 11e             |
| 2018   | IndyCar Series             | Juncos Racing     | 2               | 0               | 0               | 0               | 0               | 23              | 36e             |